# Rachel Stevens

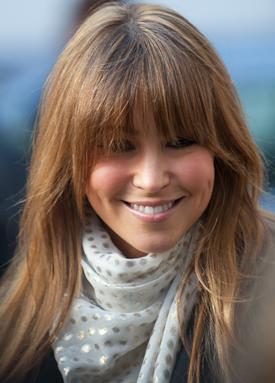
Rachel Stevens (2010)

Rachel Lauren Stevens (* 9. April 1978 in London) ist eine britische Sängerin. Sie wurde als Mitglied der Popgruppe S Club 7 bekannt. Nach deren Auflösung startete sie ihre Solo-Karriere. Bis heute hat sie sieben Solosingles und zwei Soloalben veröffentlicht, von denen eines, das 2005 veröffentlichte Come and Get It, 2007 vom Magazin The Guardian in die Liste der 1000 Albums You Must Hear Before You Die (deutsch: 1000 Alben, die man gehört haben muss, bevor man stirbt) aufgenommen wurde. 2008 erreichte sie bei Strictly Come Dancing, dem englischen Pendant zu Let’s Dance, den zweiten Platz.

## Kindheit und Familie
Stevens wurde im Londoner Stadtteil Southgate als jüngste Tochter von Michael und Linda Stevens geboren. Sie hat philippinische und britisch-jüdische Vorfahren. Sie hat zwei ältere Brüder und zwei Stiefgeschwister.

## Frühe Karriere
Schon sehr früh wollte Stevens auf der Bühne stehen: mit fünf Jahren nahm sie bereits Schauspielunterricht und ging zum Ballett.
Im Alter von 15 Jahren gewann Stevens eine Fotoserie in der Jugend-Zeitschrift „Just 17“. Nach weiteren Modeljobs und ihrem Abschluss an der Ashmole School in London schrieb sie sich am London College of Fashion ein, wo sie auch ihr Diplom erhielt. Zur selben Zeit arbeitete sie in einem Filmunternehmen und beschäftigte sich später mit Öffentlichkeitsarbeit. Sie verlor allerdings das Interesse und entschied sich für eine Karriere als Musikerin und Schauspielerin.

## S Club 7
Mit 20 Jahren wurde Stevens Mitglied der Gruppe S Club 7, neben Tina Barrett, Paul Cattermole, Jon Lee, Bradley McIntosh, Jo O’Meara und Hannah Spearritt.
Sie wurden durch ihre Pophits, die allesamt hohe Positionen in den britischen Charts erreichten, und ihre eigene, gleichnamige Fernsehserie bekannt. In der Sitcom, die 1999 das erste Mal in Großbritannien lief, ging es um die sieben Bandmitglieder, die sich selbst spielten und versuchten, in den USA berühmt zu werden. In jeder Episode sang die Gruppe einen Song von ihrem aktuellen Album.
S Club 7 hatte Erfolge mit Bring It All Back, S Club Party und Reach. 1999 gewannen sie den Brit-Award in der Kategorie Best British Newcomer. Ihr Hit Don’t Stop Movin’ ging in England zweimal auf die Nummer 1 der Singlecharts und erntete der Gruppe 2001 abermals einen Brit-Award in der Kategorie Best Song und den Titel Record of the Year.
Die Serie war ein kommerzieller Erfolg, wurde in über 100 Ländern weltweit ausgestrahlt und erreichte um die 90 Millionen Zuschauer.
Anfang 2002 stieg Cattermole aus der Band aus. Von da an nannten sich die restlichen sechs Mitglieder schlicht S Club. Doch bereits nach einer Tour gaben sie im Frühjahr 2003 ihre Trennung bekannt.
Am 14. November 2014 traten S Club 7 erstmals wieder in Originalbesetzung bei der britischen Benefiz-Sendung Children in Need auf, wo sie ein Medley aus vier ihrer größten Hits (S Club Party, Reach, Bring It All Back und Don’t Stop Movin’). aufführten. Anschließend wurde auf einer Pressekonferenz am 17. November 2014 für Mai 2015 die Bring-It-All-Back-Tour angekündigt.

## Solokarriere

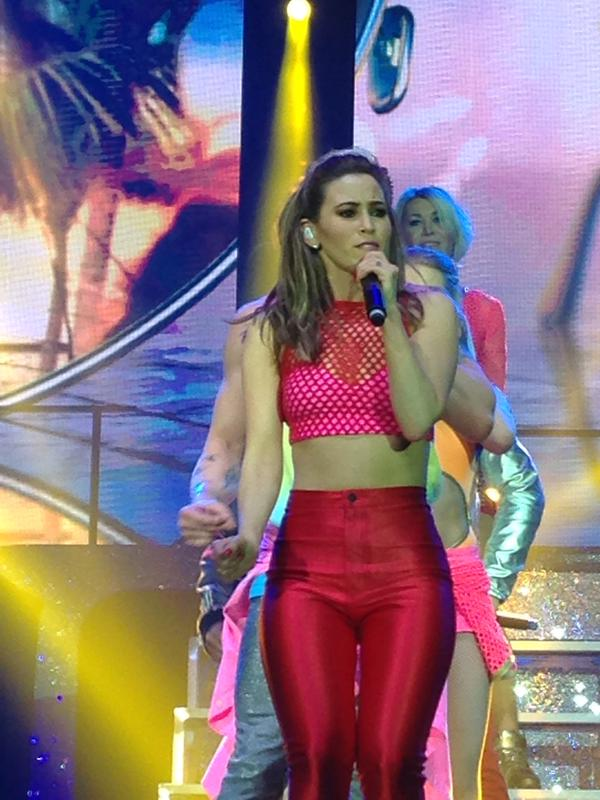
Stevens während der Bring It All Back-Tour (2015)

Nach S Club 7 begann Stevens eine Solokarriere. Sie brachte innerhalb von drei Jahren zwei Alben heraus (Funky Dory und Come and Get It). Im November 2004 nahm sie mit Band Aid 20 den Benefiz-Song Do They Know It’s Christmas? auf. Ihre größten Charterfolge waren Sweet Dreams My LA Ex, das auch in Deutschland und der Schweiz in die Charts kam, sowie I Said Never Again (But Here We Are), Some Girls und More More More.
Stevens hatte auch weiterhin Rollen in Filmproduktionen, unter anderem in dem englischen Fernsehfilm Suzie Gold (2004) und Deuce Bigalow: European Gigolo (2005) neben Rob Schneider und Til Schweiger.
Neben der Musik- und Schauspielkarriere ist Stevens auch als Model tätig; unter anderem für den britischen Unterwäsche-Hersteller Pretty Polly und seit 2009 auch für Haarprodukte der Firma Gliss.
Stevens engagiert sich auch für wohltätige Zwecke. So war sie neben Robbie Williams Aktivistin für die Kampagne Everyman Testicular Cancer Awareness. Sie war außerdem neben Stars wie Brad Pitt, David Beckham und Robbie Williams Teil der Kampagne Make Poverty History, um auf die Armut in der Welt aufmerksam zu machen.
Stevens wurde bereits zweimal von den britischen FHM-Lesern auf Platz zwei der Liste Sexiest Woman in the World gewählt. Seit 2000 ist sie dort ununterbrochen jedes Jahr vertreten.

## Privatleben
Stevens hat einen Eintrag in der 2006 erschienenen Ausgabe des Guinness-Buchs der Rekorde in der Kategorie Die meisten öffentlichen Auftritte eines Popstars in 24 Stunden. Sie tauchte auf sieben öffentlichen Veranstaltungen auf.
Am 2. August 2009 heiratete Stevens den britischen Hotelangestellten und Gelegenheitsschauspieler Alex Bourne, mit dem sie seit Juni 2008 verlobt war. Die beiden kennen sich seit 1992, als sie gemeinsam zur Schule gingen. Die beiden haben seit November 2010 eine Tochter. Im September 2013 gab Stevens bekannt, dass sie mit ihrem zweiten Kind schwanger ist. Am 1. April 2014 wurde sie Mutter einer zweiten Tochter namens Minnie Blossom.

## Diskografie

### Studioalben
| Jahr | Titel           | Höchstplatzierung, Gesamtwochen, AuszeichnungChartsChartplatzierungen (Jahr, Titel, Platzierungen, Wochen, Auszeichnungen, Anmerkungen) | Anmerkungen                                          |
| Jahr | Titel           | UK | Anmerkungen                                          |
| ---- | --------------- | --- | ---------------------------------------------------- |
| 2003 | Funky Dory      | UK9 Gold · (25 Wo.)UK | Erstveröffentlichung: 29. September 2003             |
| 2005 | Come and Get It | UK28 (2 Wo.)UK | Erstveröffentlichung: 17. Oktober 2005               |
| 2011 | Tasty Tunes     | — | Erstveröffentlichung: 11. November 2011 Kinderlieder |

### Singles
| Jahr | Titel Album                                          | Höchstplatzierung, Gesamtwochen, AuszeichnungChartplatzierungen (Jahr, Titel, Album, Platzierungen, Wochen, Auszeichnungen, Anmerkungen) | Höchstplatzierung, Gesamtwochen, AuszeichnungChartplatzierungen (Jahr, Titel, Album, Platzierungen, Wochen, Auszeichnungen, Anmerkungen) | Höchstplatzierung, Gesamtwochen, AuszeichnungChartplatzierungen (Jahr, Titel, Album, Platzierungen, Wochen, Auszeichnungen, Anmerkungen) | Anmerkungen                              |
| Jahr | Titel Album                                          | DE | CH | UK | Anmerkungen                              |
| ---- | ---------------------------------------------------- | --- | --- | --- | ---------------------------------------- |
| 2003 | Sweet Dreams My L. A. Ex Funky Dory                  | DE64 (6 Wo.)DE | CH63 (5 Wo.)CH | UK2 Silber · (13 Wo.)UK | Erstveröffentlichung: 15. September 2003 |
| 2003 | Funky Dory                                           | — | — | UK26 (4 Wo.)UK | Erstveröffentlichung: 8. Dezember 2003   |
| 2004 | Some Girls Funky Dory                                | — | — | UK2 (13 Wo.)UK | Erstveröffentlichung: 12. Juli 2004      |
| 2004 | More, More, More Funky Dory                          | — | — | UK3 (11 Wo.)UK | Erstveröffentlichung: 4. Oktober 2004    |
| 2005 | Negotiate with Love Come and Get It                  | — | — | UK10 (7 Wo.)UK | Erstveröffentlichung: 28. März 2005      |
| 2005 | So Good Come and Get It                              | — | — | UK10 (8 Wo.)UK | Erstveröffentlichung: 4. Juli 2005       |
| 2005 | I Said Never Again (But Here We Are) Come and Get It | — | — | UK12 (8 Wo.)UK | Erstveröffentlichung: 3. Oktober 2005    |

## Auszeichnungen für Musikverkäufe
| Goldene Schallplatte - Norwegen - 2004: für die Single Sweet Dreams My L. A. Ex |

Anmerkung: Auszeichnungen in Ländern aus den Charttabellen bzw. Chartboxen sind in ebendiesen zu finden.
| Land/RegionAuszeichnungen für Musikverkäufe (Land/Region, Auszeichnungen, Verkäufe, Quellen) | Silber  | Gold     | Platin | Verkäufe | Quellen   |
| -------------------------------------------------------------------------------------------- | ------- | -------- | ------ | -------- | --------- |
| Norwegen (IFPI)                                                                              | —       | Gold1    | —      | 5.000    | ifpi.no   |
| Vereinigtes Königreich (BPI)                                                                 | Silber1 | Gold1    | —      | 300.000  | bpi.co.uk |
| Insgesamt                                                                                    | Silber1 | 2× Gold2 | —      |          |           |